# Sadiq Hussaini Shirazi
Pour les articles homonymes, voir Shirazi.
Sadiq Hussaini Shirazi (arabe : سيد صادق الحسيني الشيرازي, persan : صادق حسینی شیرازی) est un grand ayatollah irako-iranien. C'est le frère du défunt grand ayatollah Muhammad Shirazi, ainsi qu'un proche du grand ayatollah Mirza Hassan Shirazi. La famille Shirazi est l’une des nombreuses familles cléricales influentes internationalement au sein de l’islam chiite.
Il a étudié aux séminaires de Nadjaf et Qom, il réside et enseigne actuellement au séminaire de Qom et de Shiraz, en Iran. Ses conférences sont diffusées en langue persane ainsi qu'en arabe avec des sous-titres en anglais sur 18 chaines de télévision et trois stations de radio à travers le monde musulman.
Les pro-Khamenei ont accusé à plusieurs reprises les Shirazistes de promouvoir une branche sectaire et radicale de l'islam chiite et de recevoir des fonds du Royaume-Uni et de l'Arabie Saoudite. Les partisans de Shirazi ont démenti ces propos, citant leur indépendance et précisant que leurs critiques envers le pouvoir iranien est le seul réel motif de ces accusations.

## Biographie
Sadiq Shirazi est né le 20 août 1942 à Kerbala en Irak. Il est issu de la famille Shirazi, une des nombreuses familles de clercs connues à l'international qui dominent le monde chiite. Son père est le grand ayatollah Mahdi al-Shirazi. Et son grand-père est le grand ayatollah Mirza Shirazi, un éminent ayatollah iranien du XIXe siècle connu pour son opposition et sa fatwa contre l'accord du Shah Nasser-al-Din Shah Qajar qui accorde à la Grande-Bretagne le contrôle sur la croissance, la vente et l'exportation du tabac en Perse (la Révolte du tabac amènera à l'interdiction de la culture, de la consommation et du transport du tabac). Son oncle est Muhammad Taqi Shirazi qui était à la tête de la révolution irakienne de 1920 face à l'Empire Britannique,. Après la mort de son frère le grand ayatollah Mohammad Shirazi, il lui succédera au poste de Marja. Les six fils de Mohammad Shirazi et les quatre fils de Sadiq Shirazi sont des mujtahids qui jouent un rôle clef dans la diffusion des enseignements du groupe, notamment par le biais d'Internet et des nouveaux médias.
Le 6 mars 2018, Hussain Shirazi, l'un des fils de Sadiq, se fera arrêter par les services de renseignement des gardiens de la révolution islamique d'Iran. Il sera jugé au tribunal des clercs, un système judiciaire spécial iranien qui poursuit les membres du clergé islamique et les érudits accusés d’activités illicites où de conduite indigne. Il a été poursuivi après une conférence comparant le gouvernement iranien — gouvernement du docte (velayat-e faqih) — à un régime de "pharaon".
Son arrestation a alimenté le débat en Iran sur la question de savoir si le guide suprême de la révolution, Ali Khamenei, devrait être en mesure de réclamer une sanction "divine" tout en ayant plein pouvoir sur les questions d'État. Des protestations contre l'arrestation de Hussain Shirazi ont eu lieu dans divers endroits notamment au consulat iranien à Kerbala, Bassorah, Nadjaf mais aussi au consulat iranien de la ville de Koweït et à l’ambassade iranienne à Bagdad. À Londres, une organisation affiliée à la famille Shirazi prendra d'assaut l'ambassade de la république islamique d'Iran, ils crieront des slogans anti-Ali Khamenei et plusieurs des partisans arriveront même à monter sur les balcons pour y décrocher le drapeau iranien et agiter le drapeau de leur organisation — Khoddam al-Mahdi.

## Shura al-Fuqaha
Certaines personnalités de l'école Shirazi sont favorables à la séparation claire entre la mosquée et l'État, d'autres en revanche ne s'opposent pas en principe au velayat-e faqih mais s'opposent à la manière dont Khomeini et Khamenei ont corrompu le concept en concentrant tout le contrôle de l'État au main d'une seule personne — le Guide Suprême — qu'il est pratiquement impossible de destituer du pouvoir.
La mouvance Shirazi voit plutôt une forme de "velayat-e fuqaha" où le pouvoir au sein de l'État islamique serait concentré aux mains d'un collège de grands oulémas plutôt que concentré aux mains d'une seule personne. Ce concept constitutivement opposé au concept khomeiniste de velayat-e faqih s'appelle Shura al-Fuqaha (Conseil des docteurs de la loi). Ce principe permet d'affirmer le rôle politique du clergé tout en soutenant l'idée d'un pluralisme constitutif.

## Prise de position
Les Shirazistes ont toujours défendu la pratique du tatbir (rite d'autoflagellation dans le chiisme) au contraire de Ali Khamenei qui interdit cette pratique en Iran déclarant que c'est une tradition fabriquée n'ayant rien à voir avec la religion islamique. L'une des causes de l'arrestation de Hussain Shirazi fut également le fait qu'il ait contourné cette interdiction en déclarant que la pratique du tatbir avec une épée lors des commémorations du martyre de l'imam Hussain était la plus aqdas al-moqadassat (sainte des saintes pratiques). Sadiq Husseini Shirazi sur son site officiel en anglais affirme que la pratique du tatbir est halal et mustahab (très recommandée).
L'ayatollah Shirazi et ses partisans sont également connus pour leurs oppositions à l'islam sunnite, notamment en attaquant les figures importantes telles que certains compagnons du prophète Mahomet. Quelques années auparavant, les Shirazistes sont entrés en confrontation médiatique directe avec le Hezbollah et l'Iran qu'ils considéraient comme une trahison des chiites par leur rapprochement avec les sunnites de la région.

## Institutions
Sadiq Shirazi a créé diverses associations à travers le monde que ce soit l'Iran, l'Irak, le Koweït, l'Afghanistan, le Pakistan, le Royaume-Uni, jusqu'en Afrique, notamment en investissant dans des bibliothèques, des écoles, des hôpitaux, des hussainiyah (centre de culte et d'étude chiite) pour aider à propager l'islam.
Les Shirazi ont été accusés d’œuvrer dans les pays du Golfe parmi les communautés chiites en créant des organisations politiques sectaires et des milices sous couvert d'activités religieuses en augmentant le nombre de hussainiyah où ils auraient attiré de nombreux partisans. Ils ont activement contribué à la création du « Front islamique pour la libération de Bahreïn » et de  « ’Organisation pour la révolution islamique dans la péninsule arabique », qui sont considérés comme les mouvements les plus importants des Shirazistes. Le député Koweïtien Saleh Ashour est considéré comme le parrain des Shirazis au Koweït et le superviseur de la chaîne «al-Anwar», qui est gérée par le millionnaire iranien Shirazi, Ismail Jannati.
Le mouvement Shirazi est le mouvement majoritaire parmi les chiites d'Arabie Saoudite.

## Œuvres
Sadiq Shirazi est l'auteur de nombreux livres, la plupart ont été traduits en anglais, persan et ourdou.